# Porta Pinciana
Die Porta Pinciana ist ein spätantikes römisches Stadttor. Es wurde in seiner Geschichte wiederholt zugemauert und wieder geöffnet. 1974 verhüllten Christo und Jeanne-Claude es in einer Kunstaktion.

## Baugeschichte
Die Porta Pinciana wurde im Jahr 401 während allgemeiner Verbesserungen an der Aurelianischen Mauer unter Kaiser Honorius erbaut, indem ein bereits bestehendes kleines Ausfalltor fortifikatorisch verstärkt wurde; der rechts flankierende Turm erhielt anstelle des ursprünglichen rechteckigen Grundrisses einen halbkreisförmigen, der identische Turm zur Linken kam neu hinzu. Die Ziegelsteinkonstruktion des eigentlichen Tores ist mit Travertin verkleidet und befindet sich immer noch in gutem Zustand. Die ganze Anlage wurde zu einem unbestimmten Zeitpunkt auf drei Stockwerke erhöht (heute wieder zurückgebaut, gegen Ende des 19. Jahrhunderts wurden viele Teile der Aurelianischen Mauer wieder in den vermeintlich antiken Urzustand zurückversetzt und von mittelalterlichen oder frühneuzeitlichen Anbauten befreit), und sie war von Bäumen und Sträuchern überwuchert.
Das nach dem Pincio, einer nahegelegenen, aber nicht zu den klassischen sieben Hügeln Roms gehörenden Erhebung, benannte Tor trug auch den Namen Porta Salaria Vetus („alte Porta Salaria“), da die Via Salaria (die „Salzstraße“) in einer älteren Streckenführung hindurch führte. An der Wende von der Spätantike zum Frühmittelalter entstellte sich der Name zu Porta Portitiana oder Porta Porciniana. Das Tor, das kein Hauptzugang zur Stadt war, wurde wiederholt zugemauert, so dass zudem die Bezeichnung Turata entstand als Amalgamierung von Porta murata („vermauertes Tor“). Im 9. Jahrhundert geschah dies zum ersten Mal. Öffnung und Schließung wechselten sich nach Bedarf ab. Ein letztes Mal schloss man das Tor 1808, offen ist es wieder seit 1887, und es gehört zu einer der Zufahrten zur nahen Villa Borghese. Die weiteren Toröffnungen, die mittlerweile links und rechts der Porta Pinciana existieren, stammen aus moderner Zeit und dienen dem angewachsenen Straßenverkehr.

## Belisar und die Porta Pinciana

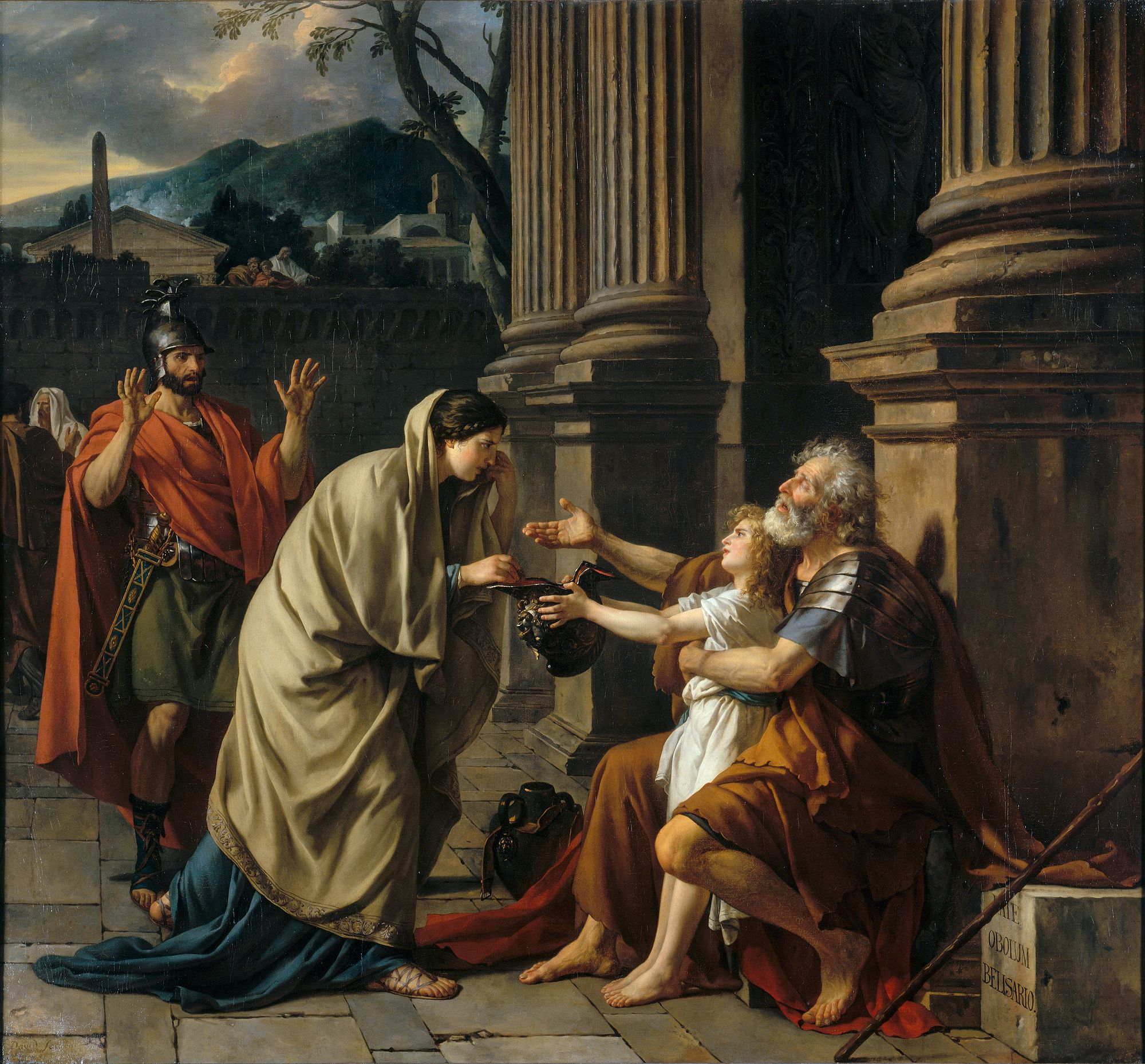
Belisar als Bettler auf einem Gemälde von Jacques-Louis David. Rechts unten liest man die Inschrift Date Obolum Belisario („Gebt dem Belisar einen Obolus“).

Zur Geschichte der Porta Pinciana gehört der oströmische Feldherr Belisar mit einem historischen und einem legendären Bezug.
Ende des 5. Jahrhunderts hatten die Ostgoten – ursprünglich im Auftrag Ostroms, letztlich aber in faktischer Unabhängigkeit – die Herrschaft über Italien erlangt. Im Gefolge der dynastischen Kämpfe innerhalb der ostgotischen Führungsschicht griff das Reich unter dem energischen Kaiser Justinian ein und löste die Gotenkriege aus: Der oströmische Feldherr Belisar landete 535 in Sizilien und stieß rasch bis nach Rom vor, das er 536 besetzte. Unter seinem Kommando wurde der Gegenangriff der Ostgoten auf die Stadt während der Belagerung von 537/38 abgewehrt. Eine wichtige Episode dabei war die Schlacht bei der Porta Pinciana, ein Ausfall römischer Truppen aus der Stadt und anschließend der misslungene Versuch einer Entscheidungsschlacht im offenen Feld, die wegen Disziplinlosigkeit der kaiserlichen Truppen mit einem Sieg der Ostgoten endete. Der Kampf ist detailliert in Prokopios’ Bellum Gothicum, Buch V, Kapitel 28–29, beschrieben.
Seit dem Mittelalter ist die dann Legende bekannt, dass Belisar auf Befehl von Kaiser Justinian geblendet worden und in völliger Armut als Bettler unter der Porta Pinciana in Rom gestorben sei. Das Motiv des blinden und nur von einem Kind begleiteten Belisar, der von einem seiner ehemaligen Soldaten mit Schrecken erkannt wird, wurde wiederholt bildnerisch umgesetzt. Obwohl der historische Belisar aber tatsächlich 562 einem Hochverratsprozess unterworfen und unter Hausarrest gestellt wurde, wurde er in Wahrheit 563 freigesprochen und starb 565 als freier, hochgeehrter Mann in Konstantinopel.

## Verhüllung durch Christo
1974 verhüllten Christo und Jeanne-Claude die Porta Pinciana und Teile der Aurelianischen Mauer für vierzig Tage. Die Installation war als Wrapped Roman Wall ein Vorläufer der Verhüllungen von Pont Neuf zehn Jahre und Reichstagsgebäude zwanzig Jahre später.